# Heraclia geryon
Heraclia geryon är en fjärilsart som beskrevs av Fabricius 1781. Heraclia geryon ingår i släktet Heraclia och familjen nattflyn. Inga underarter finns listade i Catalogue of Life.

## Bildgalleri

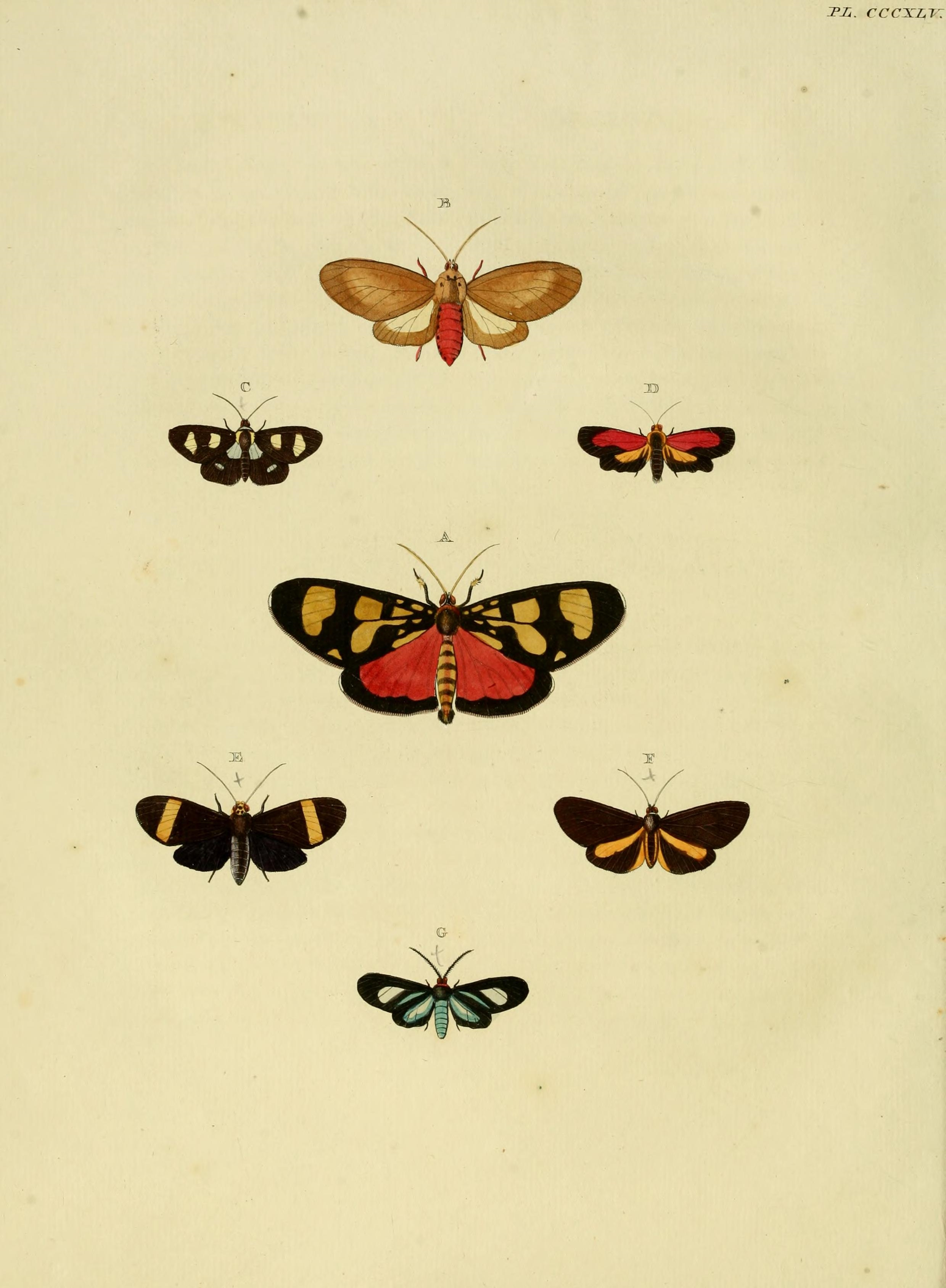